# جورج ديوي
جورج ديوي (بالإنجليزية: George Dewey)‏ هو ضابط وكاتب أمريكي، ولد في 26 ديسمبر 1837 في مونبلييه في الولايات المتحدة، وتوفي في 16 يناير 1917 في واشنطن العاصمة في الولايات المتحدة.

## وصلات خارجية
- جورج ديوي على موقع الموسوعة البريطانية (الإنجليزية)
- جورج ديوي على موقع إن إن دي بي (الإنجليزية)